# Adolf Holst
Adolf Holst (* 7. Januar 1867 in Branderoda; † 4. Januar 1945 in Bückeburg) war ein deutscher Pädagoge, Kinderbuchautor und -herausgeber.

## Leben

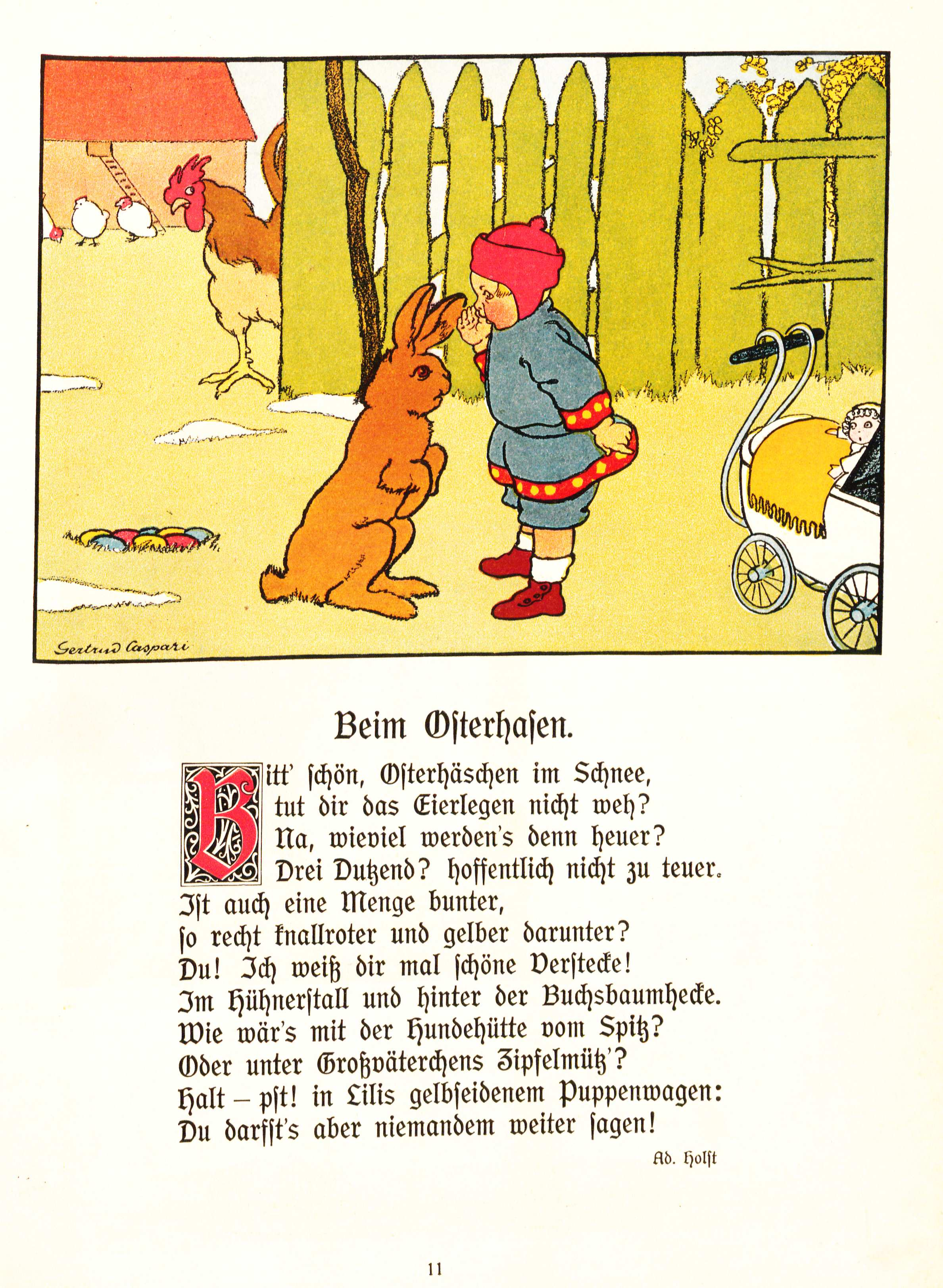
Gertrud Caspari: Kinderhumor (1906)

August Adolf Holst wurde als zweiter Sohn von August Andreas Jacob Holst und von Marie Johanne Wilhelmine Holst, geb. Bötticher, am 7. Januar 1867 in Branderoda geboren. Seine ersten Kinderjahre erlebte er in Branderoda. Holst wurde zuerst von seinem Vater unterrichtet, der von 1863 bis 1878 Pfarrer in Branderoda war. Nach dem anschließenden Unterricht in der Vorbereitungsanstalt in Kösen besuchte er ab 1880 die Königliche Landesschule Pforta in Schulpforte bei Naumburg und danach die Franckeschen Stiftungen in Halle.
Holst studierte Philosophie, Geschichte, Erdkunde und neuere Sprachen in Tübingen, Leipzig und Berlin. 1893 folgte die Promotion zum Dr. phil. Später arbeitete er als Hauslehrer in Westfalen, Rom und Florenz und leitete in Blankenburg (Harz) und Genua Privatschulen.
Von 1901 bis 1913 wirkte Holst als Prinzenerzieher im Fürstenhaus Schaumburg-Lippe.
1903 heiratete Holst die Pianistin Clara von Cramer (* 8. November 1875), Tochter des Generals Rudolph von Cramer in Blankenburg im Harz, in Berlin. Aus der Ehe gingen die 3 Töchter Ebba, Ingeborg und Cordula hervor. Gegenüber dem Krankenhaus Bethel bei Bielefeld war die Familie Adolf Holst für die unheilbar kranke Tochter Ebba mit monatlich 100 Reichsmark ausstattungspflichtig (Bundesarchiv Berlin).
Von 1915 bis 1918 leitete er die Fürstlich Schaumburg-Lippische Hofbibliothek in Bückeburg.
Ab 1918 war Holst freier Schriftsteller, verfasste zahlreiche Kinderbücher und -gedichte und war von 1918 bis 1934 Herausgeber von „Auerbachs Kinderkalender“.
Mindestens zwei Jahre (1922 und 1923) war Holst Herausgeber des Jahrbuchs (Sammelbands) „Neuer Deutscher Jugendfreund“, in dem auch Schriftsteller wie Thomas Mann (Nobelpreis für Literatur – 1929) und Hermann Hesse (Nobelpreis für Literatur – 1946) ihre Autorenbeiträge veröffentlichten ebenso wie die Schriftstellerin Selma Lagerlöf (Nobelpreis für Literatur – 1909) – ihr bekanntestes Werk ist „Die wunderbare Reise des kleinen Nils Holgersson mit den Wildgänsen“.
1925 bis 1927 war Holst Herausgeber der Monatszeitschrift „Die fröhliche Post“.

## Werk
Mit über 200 Kinder-Bilderbüchern, illustrierten Gedichtsammlungen Laienspielen und Märchenreigen in zahlreichen Auflagen, zählt er zu den meistgelesenen und bekanntesten Kinderbuchautoren der ersten Hälfte des 20. Jahrhunderts. Die Bücher Adolf Holsts erschienen in vielen Ländern und wurden in mehrere Sprachen übersetzt z. B. „Grete kocht“ in den Niederlanden, „Die Schule im Walde“ 1991 in Litauen, …

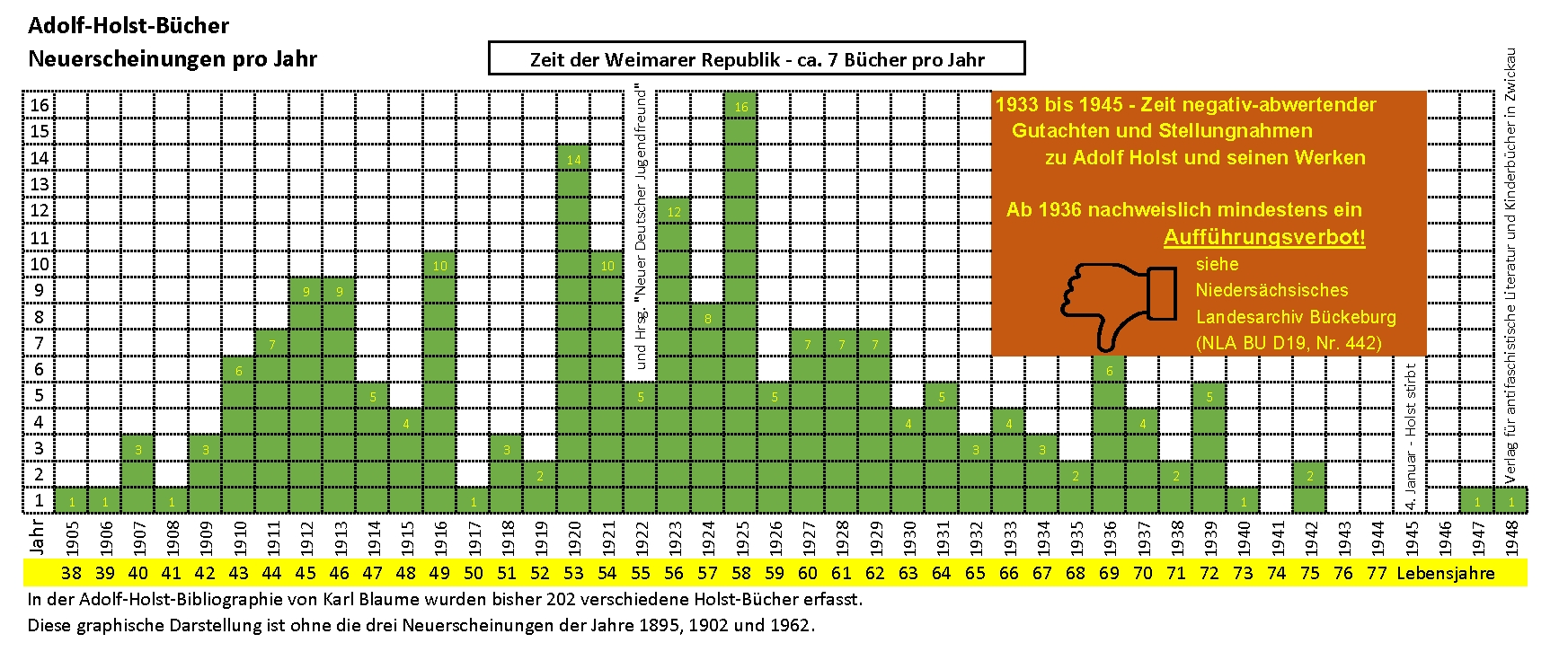
Graphische Übersicht – zeitliche Einordnung zu den von Adolf Holst pro Jahr neu erschienen Büchern

Bis heute werden verschiedene Reprintausgaben gedruckt und verkauft.
Zu seinen wohl bekanntesten Gedichten zählen die folgenden:
Eislauf
Heute, Kinder wolln wir´s wagen

heut wird das Eis wohl tragen,

darum los, wer laufen kann,

Mütze auf und Schlittschuh an.
Im See
Heute ist das Wasser warm,

heute kann´s nicht schaden.

schnell hinunter an den See

heute gehn wir baden!
Die Bank
Den Weg entlang, an einem Hang

stand eine Bank, und die war lang.

…

Ich bin die „Lange Bank“ am Hang,

die Bank, viel tausend Jahre lang,

auf die der Mensch, so´s ihm beliebt,

das Unbequeme von sich schiebt!
Zu dem Gedicht Im See komponierte Reinhold Krug (1926–1991) eine seiner Melodien. Als Sommerlied gilt es für Kinder ab dem 5. Lebensjahr als geeignet.
In zahlreichen Ländern (z. B. Deutsches Kaiserreich, Weimarer Republik, Deutsches Reich, BRD, DDR, Österreich, Schweiz, Lichtenstein) erschienen ab 1912 bis Heute Texte von Adolf Holst in pädagogischen Publikationen. Bisher konnten Holsttexte in über 60 pädagogischen Publikationen zum Gebrauch in Schulen und Kindergärten nachgewiesen werden, in Fibeln, Lesebüchern sowie Gedicht- und Liedersammlungen – siehe dazu auch BLAUME, 1993 und RITTER, 2021.
1967 erschienen in einem Züricher Lesebuch 14 seiner Gedichte.
Noch in den 1980er Jahren lernte jeder Schulanfänger in der DDR Texte von Adolf Holst wie z. B. das Gedicht Im See das in jeder DDR Schulfibel zu finden war.
Heute allseits Bekanntes war einst und ist manchmal bis heute ein erfolgreiches Buch von Adolf Holst. Oh Tannenbaum! Oh Tannenbaum! (1910), Lirum Larum (1913), Ringel, Ringel Reihe (1928), …
Zahlreiche Sprüche, umgangssprachliche Phrasen im deutschsprachigen Raum, stehen im Zusammenhang mit Adolf Holst. Komische Käuze (1909), Vom Allerfeinsten (um 1925), Eine Fahrt ins Blaue (1933), Wenn jemand eine Reise tut … (1937), …

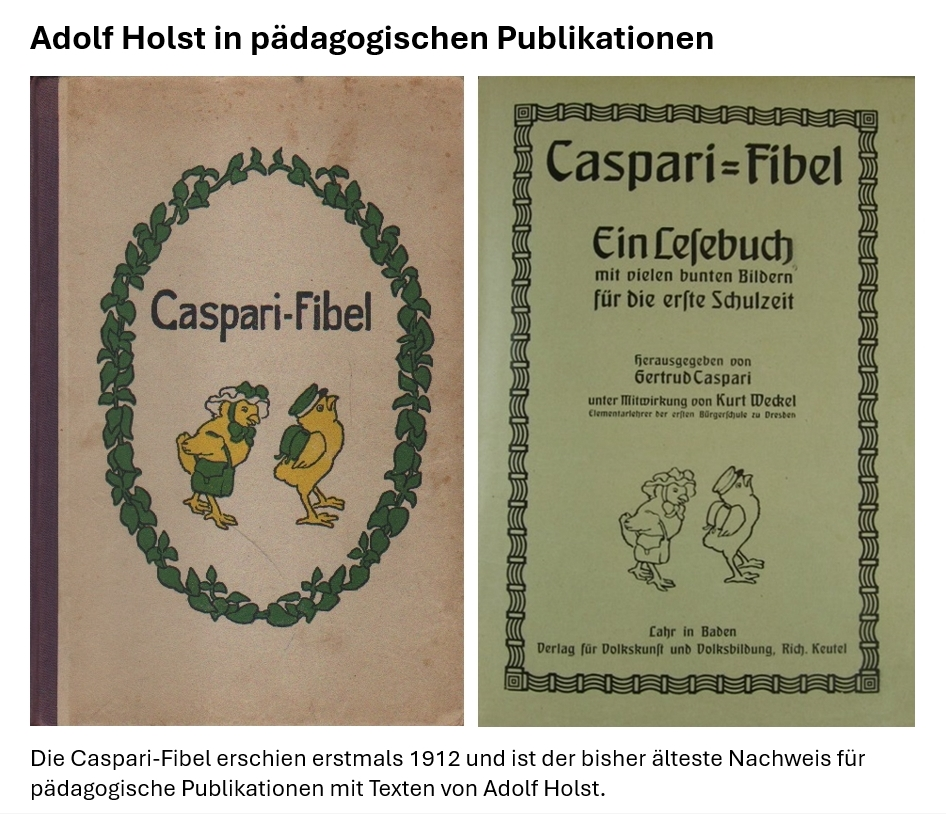

## Einflüsse, Interaktionen, Wirkungen
Mit zahlreichen bekannten und bedeutenden Menschen seiner Zeit pflegte er oft über viele Jahre enge Kontakte und innige Freundschaften.
Von Kindheit an war er mit Anna Thekla von Weling, die als „Gnädiges Fräulein“ 1875 die erste Kleinkinderbewahranstalt des Kreises Querfurt in Branderoda gründete, befreundet. Adolf Holst schrieb dazu: „Das Erscheinen des ‚gnädigen Fräuleins‘ war natürlich für das kleine Dorf ein großes Ereignis …“ „Wir Brüder waren stolz, daß das ‚Gnädige Fräulein‘ mit uns befreundet war, in unserem Hause ein und ausging, sich mit Mutter duzte, mit Vater vierhändig spielte und uns Jungen gern mal liebkosend über die Haare strich mit ihren schmalen, weißen Händen. Und doch, das Reizvollste und Schätzungswerteste an ihr, das, was uns Brüdern restlos imponierte, war weder das adlige Parfüm und das erregende Rauschen ihrer Schleppe, noch die Gründung einer Kleinkinderschule, ja nicht einmal die so glänzend gelungene Veranstaltung mit unseren ersten Schauspielererfolgen – nein, es war die kaum fassbare, aber unbestreitbare Tatsache, daß sie eine leibhaftige Schriftstellerin war, daß sie Romane schrieb, die sogar gedruckt waren, die wir zum Teil schon selber in unseren „Daheim“-Bänden mit Wonne gelesen hatten. Daß wir erst nach einiger Zeit von ihrem Schriftstellerberuf erfuhren, kam daher, daß sie nicht unter ihrem richtigen Namen Anna von Weling schrieb, sondern unter dem Decknamen Hans Tharau.“
Mit der genialen Puppenschöpferin Käthe Kruse, mit der er humorvolle Briefe wechselte, pflegte er anfänglich formelle und später freundschaftliche Kontakte.
Auszug aus einem Brief von Käthe Kruse an Adolf Holst aus dem Jahre 1926: „…. Ich bin nebenbei als siebenfache Kindermutter eine große Freundin Ihrer Verse, speziell aus den Bilderbüchern, die Sie mit Kutzer zusammen machten … Ich würde mich freuen, Ihnen persönlich zu begegnen. … Es hat mich sehr gefreut, auf diese Weise Veranlassung zu haben, mit Ihnen in persönliche Verbindung zu treten …“ – Max Kruse, der 1921 geborene jüngste Sohn, der in allen Briefen von Käthe Kruse an Adolf Holst eine Rolle spielte, wurde später ein bekannter Kinder- und Jugendbuchautor. Von ihm stammt z. B. Urmel aus dem Eis.
In den Erinnerungen an seine Kindheit schrieb Max Kruse „… Meine Mutter schätzte seine gedichteten Märchen vom Weihnachtsstern und von Hans Wundersam, dem Wanderburschen. Mit Vorliebe las sie mir diese Geschichten vor; recht innig war es, aber am liebsten mochte ich ‚Fridolin, der Osterhase‘. Ich war stolz, daß Adolf Holst als Gast bei uns war.“
Weiterhin ist z. B. der Kontakt von Adolf Holst mit dem Schriftsteller und Maler Hermann Hesse, dem 1946 der Nobelpreis für Literatur verliehen wurde, belegt.
In der Fürstlich Schaumburg-Lippischen Hofbibliothek in Bückeburg lernte er unter anderem Lulu von Strauß und Torney, Journalist und Schriftsteller Hermann Löns sowie den Schweizer Grafiker und Illustrator von Kinderbüchern Ernst Kreidolf kennen.
Mindestens 54 Illustratoren arbeiteten oft über längere Zeit und an verschiedenen Büchern mit ihm zusammen. (Ernst Kutzer, Gertrud Caspari, Walther Caspari, Fritz Baumgarten, Else Wenz-Viëtor, Adolf Schmidhammer, Eugen Osswald, Karl Elleder …)
Nach bisherigen Recherchen komponierten mindestens 65 Komponisten Melodien zu den verschiedensten Texten von Adolf Holst.
(Margarete Schweikert, Max Reger, Joseph Haas, Henri Marteau, Martin Frey, Reinhold Krug, Richard Rudolf Klein, Adolf Lohmann, Helmut Richter, Otto Siegl, Karl Hogrebe, Max Engel …)
Im Auftrag zahlreicher Rundfunksender wurden diese Stücke vertont. (z. B. Rundfunk der DDR, Deutschlandradio, Bayerischer Rundfunk, SWR, NDR, MDR, …)
Besonders als Kalendermann wirkte Holst mit seinem Schaffen als Inspirationsquell für unzählige Kinder, Künstler, Schriftsteller, Komponisten, … Als ein Beispiele [sic?] wurde bereits Max Kruse erwähnt.
Ein weiteres Beispiel ist die Schriftstellerin und Journalistin Ruth Geede, die 1985 das Bundesverdienstkreuz am Bande erhielt.

## Historische Ehrungen, Erinnerungskultur
1927 erfolgte die Pflanzung einer Adolf-Holst-Linde neben der Kirche in seinem Geburtsort Branderoda.
In Mücheln erfolgte 1929 die Grundsteinlegung für die Volksschule I die nach Holst benannt wurde.
Ein ebenfalls in Mücheln eingerichtetes Museum wurde 1945 zerstört.
1993 wurde eine Tafel mit der Aufschrift „Sportstätte Dr. Adolf Holst SV Branderoda“ in Branderoda eingeweiht. Hier findet jedes Jahr am 6. Januar ein Adolf Holst Kegel-Gedenkturnier statt.
In Bückeburg gibt es die Adolf-Holst-Straße.
Seit Sommer 2024 wird durch den „Adolf-Holst-Platz“ im Müchelner Ortsteil Branderoda an Adolf Holst erinnert.
Am 7. Januar 2025, zum 158. Geburtstag von Adolf Holst, wurde am Adolf-Holst-Platz ein Straßennamens-Zusatzschild mit QR-Code und weiterführenden Informationen angebracht.
Ein Adolf-Holst-Archiv mit einer kleinen Ausstellung erinnert in Branderoda ebenfalls an den ehemaligen Pfarrerssohn aus Branderoda sowie den späteren Kinderbuchautor und Herausgeber Adolf Holst.
Reste seines schriftlichen Nachlasses befinden sich im Staatsarchiv Bückeburg.

## Kritik
Von den Kultur- und Literaturkritikern wurde das literarische Schaffen von Holst bisher sehr unterschiedlich beurteilt.
Einige Kritiker sprachen und sprechen bei Holst nur von „Mittelmaß“ und oft holprigen sowie „vielfach abgedroschene Reimklischees“.
Manche Kommentatoren sahen in Holsts literarischen Schaffen „einen der hervorragendsten Vertreter der neuen Jugendliteratur“ sowie Parallelen zu Rainer Maria Rilke und/oder Hugo von Hofmannsthal.

## Forschungsbedarf
Eine ausführliche zusammenfassende, wissenschaftliche Untersuchung und Veröffentlichung zu Leben, Werk und Wirkung von Adolf Holst steht noch aus.
Mit einem ersten Holst-Kolloquium 2017 in Bückeburg und dem daran anschließenden Referenzband „Adolf Holst – Bilderbücher-Reimgeschichten“ (erschienen 2021) erfolgte ein erster Versuche die Bedeutung von Holst, innerhalb der Kinder- und Jugendliteratur seiner Zeit sowie der Kinder- und Jugendliteratur bis heute, etwas umfassender darzustellen.
Im Bereich Rezeption von Holst, vor allem in den Bereichen der Reformpädagogik, der Musik und der historischen Kindertheater-Aufführungen steht eine derartige umfassendere wissenschaftliche Aufarbeitung noch aus.
„Es bedarf einer Forschung, die das Wirken von Adolf Holst [nicht nur] für die Kinderliteratur zu seinen Lebzeiten darstellt, Fragen nach der Bedeutung der Texte für die heutige Zeit zulässt und auch die Schattenseiten seiner Biografie nicht ausblendet. …. Um Aussagen über die Nähe des Dichters zur nationalsozialistischen Ideologie treffen zu können, bedarf es gründlicher Recherchen. Seine Bedeutung für die deutsche Kinderliteratur [aber auch in anderen Bereichen seines Schaffens] muss zudem im engen Austausch mit Fachwissenschaftlern erörtert werden.“ Zitat Dr. Juliane Stückrad, Büro für angewandte Kulturforschung, Eisenach
Es erfolgten bisher kaum zusammenfassende, wissenschaftliche Untersuchungen und Veröffentlichungen zu seinen Laienspielen, Märchenreigen und Vertonungen sowie dem literarischen Nachlass als Herausgeber (Kalendermann) von Auerbachs Kinderkalender und die Wirkung seiner Werke auf die Künstler seiner Zeit sowie auf „seine Kalenderkinder“. In diesem Zusammenhang wäre auch interessant, in welcher Form seine Werke Einfluss auf die frühen kindlichen Prägungen späterer Künstler z. B. Theaterdarsteller, Komponisten und Schriftsteller hatten.
Ebenso gibt es bisher keine wissenschaftliche Aufarbeitung der von Holst von 1925 bis 1927 herausgegebenen und monatlich erschienenen Kinderzeitschrift „Die fröhliche Post“. In dieser Zeitschrift gab Holst zahlreichen Kindern die Möglichkeit für erste Veröffentlichungen ihrer Texte, Bilder und anderer Arbeiten.